# Toucy
Toucy je francouzská obec v departementu Yonne v regionu Burgundsko-Franche-Comté. V roce 2010 zde žilo 2 628 obyvatel. Je centrem kantonu Cœur de Puisaye.

## Vývoj počtu obyvatel
Počet obyvatel